# Delta-anneau
Pour les articles homonymes, voir Delta et Anneau.
Ne doit pas être confondu avec Anneau delta.
Un δ-anneau (lire delta-anneau) est un système d'ensembles dont la définition est un peu plus générale que celle des σ-algèbres (ou « tribus »). Il est possible de présenter dans ce formalisme alternatif une partie de la théorie de la mesure, plus souvent exposée dans le cadre des tribus. Ce choix a l'intérêt de permettre d'éviter l'introduction de parties de mesure infinie.
Définition — Un δ-anneau sur un ensemble X est un anneau d'ensembles sur X stable par intersection dénombrable.
- Tout σ-anneau est un δ-anneau[2]. Cela découle de la relation ensembliste :{\displaystyle \bigcap _{i=1}^{+\infty }A_{i}=A_{1}\setminus \bigcup _{i=2}^{+\infty }(A_{1}\setminus A_{i}).}
- Dès lors, tous les exemples donnés à l'article « σ-anneau » (et a fortiori toutes les tribus) sont aussi des exemples de δ-anneaux.
- Il existe des δ-anneaux qui ne sont pas des σ-anneaux. Un exemple simple en est, sur un ensemble X infini, la classe formée des parties finies de X.
- Cet exemple est un cas particulier d'une collection d'exemples plus générale. Pour tout espace mesuré (X, 𝒜, μ), l'ensemble des éléments de la tribu 𝒜 qui sont de mesure finie est un δ-anneau.

Dans l'exposition traditionnelle du théorème d'extension de Carathéodory, qui étend une mesure définie sur un anneau d'ensembles à la tribu engendrée par celui-ci, la construction peut fournir une mesure qui n'est pas finie et donc nécessiter la considération de parties de mesure infinie. Lorsque la mesure initiale est sigma-finie, on dispose d'une alternative : il est possible d'énoncer le théorème d'extension comme fournissant une extension sur le δ-anneau engendré par 𝒜 et non la σ-algèbre engendrée. Ceci permet l'économie de l'introduction de la valeur +∞ dans la définition d'une mesure.
Étant donné un δ-anneau 𝒟 sur un ensemble X, on dit qu'une partie A de X est localement mesurable par rapport à 𝒟 lorsque :
La classe des ensembles localement mesurables par rapport à 𝒟 est une tribu. Lorsqu'on dispose d'une mesure finie μ sur 𝒟, on peut l'étendre à une mesure sur la tribu des ensembles localement mesurables en posant, pour tout A de cette tribu :